# Trio Debil
Trio Debil var et dansk band, der eksisterede omkring 1982, hvor deres eneste album Tokyo Twist udkom på Medley Records.
Bandet startede i Aarhus i slut halvfjerdserne som Arkana, og hovedkraften bag hed Flemming Flying. Arkana bestod af først nævnte Flemming, Bo Hansen, Kim Larsen (trommer) og Lars Dencker (bas). Flemming og Kim fortsatte sammen med Bo "Jones" Christensen, efter skiftet til Trio Debil.
Trio Debil fik ganske gode anmeldelser for deres debutalbum, hvor specielt nummeret "Radio" blev eksponeret i Danmarks Radio i Programmet Radio Rita. På samme nummer "Radio" spiller Pete Repete keyboards.
Tokyo Twist var en slags "hippypowerpop" newwave, med alle numre sunget og skrevet på dansk af Flemming Flying.
Flemming "Flying" flyttede fra Århus til København, og Trio Debil blev opløst. Albummet eksisterer i dag kun i den LP udgave det udkom i 1982.
I 1985 udkom et soloalbum med Flemming Flying (ST), hvor blandt andet Gitte Naur medvirker på vokal.